# Edward Ginzton
Edward Leonard Ginzton (27 de dezembro de 1915 — 13 de agosto de 1998) foi um físico ucraniano que imigrou para os Estados Unidos.